# جلكى ماتسوبارية
جلكى ماتسوبارية (الاسم العلمي: Lethenteron matsubarai) هي نوع من الحيوانات المائية يتبع جنس جلكى هاملة الأمعاء من فصيلة الجلكية.